# Greckokatolicki dekanat przemyski
Greckokatolicki dekanat przemyski — dekanat należący do eparchii przemyskiej, formalnie funkcjonował do czasu likwidacji eparchii w połowie 1946.

## Obszar
Historyczny greckokatolicki dekanat przemyski obejmował parafie: Barycz, Bolestraszyce, Buców, Chidnowice, Drohojów, Hurko, Wyszatyce, Jaksmanice, Krówniki, Kruhel, Łętownia, Maćkowice, Małkowice, Medyka, Nehrybka, Ostrów, Przemyśl, Poździacz, Radymno, Sośnica, Stubno, Święte, Torki, Trójczyce, Ujkowice, Walawa, Żurawica.
30 kwietnia 1895 dekanat został podzielony na dekanat przemyski miejski, i przemyski pozamiejski. Dekanaty zostały ponownie połączone w 1924.

## Księża dziekani dekanatu przemyskiego
Dekanat przemyski
- Wasyl Żelechowskyj 1828-1840
- Andrij Petrasewycz 1840-1847
- Antin Dobrianskyj 1847, administrator dekanatu
- Antin Dobrianskyj 1848-1864
- Jakiw Łukaszewycz 1864-1866, administrator dekanatu
- Maksym Łukaszewycz 1867-1869, administrator dekanatu
- Maksym Łukaszewycz 1869-1882
- Wenedykt Litynskyj 1882-1885
- Julian Kuiłowski 1885-1887
- Omelan Pasławskyj 1887-1892
- Zenon Krwawycz 1892-1894, administrator dekanatu
- Zenon Krwawycz 1894-1895

Dekanat przemyski miejski
- Myron Podolinskyj 1895-1898
- Iwan Stryjskyj 1868-1900
- Ołeksandr Zubryckyj 1900-1912
- Wasyl Łewyckyj 1912- do co najmniej 1918

Dekanat przemyski pozamiejski
- Zenon Krwawycz 1895- do co najmniej 1918

Dekanat przemyski
- Konstantyn Bohaczewskyj 1924
- Mychajło Mryc 1924-1925
- Wołodymyr Gmytrasewycz 1925-1946